# Tomotilus saitoi
Tomotilus saitoi là một loài bướm đêm thuộc họ Pterophoridae. Nó xuất hiện ở một phạm vi rộng, nó được ghi nhận ở Úc, Ấn Độ và Nhật Bản (bao gồm Honshu).
Chiều dài cánh trước là 6–8 mm.
Ấu trùng ăn Dunbaria villosa. Chúng sống ở trong tổ trông giống cái lều bằng cách ăn và gập lá bên trong. Sự hóa nhộng diễn ra trong tổ này.